# Joseph Callaerts
Joseph Callaerts, de vegades també Jozef, (Anvers, 11 d'agost de 1830 – 3 de març de 1901) va ser un organista, carillonista, compositor i professor de música flamenc. Va ser un membre important de l'escola belga per a la interpretació del carilló.
Callaerts va passar gairebé tota la seva vida a Anvers, on va començar a aprendre música quan era un nen, cantant al cor de la catedral. De jove, va estudiar l'orgue amb Jacques-Nicolas Lemmens al Conservatori reial de Brussel·les i va guanyar el primer premi d'orgue en aquesta institució el 1856.
A partir del 1850, Callaerts va exercir d'organista al col·legi dels jesuïtes. El 1855 es va convertir en organista de la catedral d'Anvers i el 1863 en carillonista de la ciutats. A partir de 1867, va ensenyar orgue i harmonia al Conservatori reial d'Anvers, que va canviar el seu nom al Conservatori reial Flamenc el 1898. També va donar consells experts en la construcció de diversos orgues, i el seu informe va ser sol·licitat per la persona que realitza l'obra, Pierre Schyven, per a la restauració del gran orgue de la catedral d'Anvers. El concert inaugural el 17 de desembre de 1891 el va reunir amb Alphonse Mailly (1833–1918) i Charles-Marie Widor (1844–1937) de París.
Les composicions de Callaerts inclouen una òpera anomenada Le Retour imprévu. La seva simfonia per a gran orquestra i el seu trio amb piano van ser guardonats amb un premi de la Reial Acadèmia Bèlgica; un concert per a piano, un concert per a orgue, un concert per a violí i orquestra, música de cambra, música coral, cançons i moltes obres per a orgue sol i piano sol.

## Significat
La renovada obertura a la música d'orgue romàntica del segle XIX també ha donat lloc recentment a una reavaluació general de les obres d'orgue de Joseph Callaerts. La limitada distribució de les seves obres durant molt de temps es deu sens dubte, d'una banda, al fet que les seves obres estan influenciades per l'escola tradicional alemanya basada en el Renaixement de Bach, perquè representa la nova representada per Hector Berlioz, Franz Liszt i César Franck eren força aliens als corrents; L'altre motiu és probablement la seva vida discreta i la seva feina com a organista i professor d'orgue a Anvers: poques vegades va deixar la seva ciutat natal al llarg de la seva vida. No obstant això, va mantenir nombrosos contactes amistosos amb compositors reconeguts del seu temps al seu país i a l'estranger (França, Anglaterra, Estats Units d'Amèrica i Alemanya), amb Felice-Alexandre Guilmant i Charles-Marie Widor a París especialment dignes de menció (tots dos són com ell estat estudiant de Lemmens) i també Uso Seifert (1852–1912) a Dresden. Callaerts ha format un gran nombre d'alumnes; Un d'ells va ser el posterior director del Conservatori d'Anvers, Émile Wambach, també distingit organista.
L'obra de Callaert inclou música vocal (cançons, àries, obres corals sagrades i profanes, així com misses, motets, cantates i cors), obres orquestrals (incloent-hi una simfonia de quatre moviments i el poema simfònic Le Retour d'Ulysse, "El retorn de Ulisses"), obres per a piano i música de cambra, així com l'òpera en un acte Le Retour imprévu ("El retorn inesperat"); les seves obres per a orgue contenen gairebé seixanta títols. Amb motiu del centenari de la mort del compositor, el 5 de maig de 2001 va tenir lloc l'estrena alemanya del seu Concert per a orgue i orquestra en fa menor op.18 (en el marc de l'XI Festival Internacional d'Orgue a l'església de Santa Elisabeth de Bonn). ) (solista: Otto Depenheuer, així com la capella de la catedral de Colònia, dirigida per Karl Kühling).

## Obres (selecció)
Obres escèniques
- Òpera Le Retour imprevu (Anvers 1889)
- Obres per a orquestra (amb i sense instrument solista)
- Gran Fantasia de Concert per a orgue i orquestra op.4
- Poema simfònic Le Retour d'ULysse
- Simfonia en quatre moviments (1879)

Obres vocals
- Lentevreugd per a dos tenors i dues veus de baix
- Missa per a soprano, alt, baix i orgue op 24
- Cantata Te Temps des Etudes per a sol, cor, piano i orquestra

Música de cambra
- Trio en la menor per a piano, violí i violoncel op.15 (1882)
- Andante sostenuto per a violoncel o violí i piano op. 16

Obres per a piano
- Sonata per a piano Op. 3
- Opció improvisada 6
- Caprici op. 8
- Fantaisie Barcarolle op. 11
- Air de Ballade op. 15
- Roosje uit de dalen
- Simfonia per a piano a quatre mans

Obres d'orgue
- Quinze Improvisations op.1 (quinze improvisacions)
- Gran Fantasia de Concert op 5
- 24 peces per a orgue en 2 sèries de 4 llibres cadascuna

- Llibret I: Pastorale, Méditation, Marche Solennelle op. 20
- Llibret II: Adoració, Canzone, Sortie Solennelle op. 21
- Llibre III: Prière, Petite Fantaisie, Marche Nuptiale op. 22
- Quadern IV: Cantilène, Comunió, Toccata et Final op. 23
- Quadern V: Mélodie, Invocation, Marche de Fête op.28
- Llibre VI: Toccata, Offertoire et Duo, Marche Funèbre op.29
- Llibre VII: Prière (núm. 2), Allegro Giocoso, Marche Triomphale op. 30
- Quadern VIII: Elégie, Bénediction Nuptiale, Scherzo op. 31

- Adoració
- Intermezzo en si menor (1898)
- Invocació
- Pregària núm. 1 i núm. 2
- Solennelle marche
- Tantum ergo
- Dues sonates: núm. 1 en do menor, núm. 2 en la major (pòstumament, publicada el 1908)